# Кинески поштански систем романизације
Кинески поштански систем латинизације (упрош: 邮政式拼音; трад: 郵政式拼音; пин: Yóuzhèngshì Pīnyīn) односи се на систем правописне латинизације, односно правописне романизације за кинеска имена места који је ступио на коришћење у касној Ћинг династији и званично одобрен од стране заједничке сједнице Империјалне поштанске конференције (帝國郵電聯席會議), која је одржана у Шангају на пролеће 1906. Овај систем латинизације је задржан након пада династије Ћинг 1912. године и будући да је био у употреби на службеном поштанском атласу у Републици Кини, остао је најчешћи начин писања кинеских имена места у Западу (за картографере на пример) за већи део двадесетог века. Након оснивања Народне Републике Кине, систем се постепено замењује пинјином, који је сада готово универзално прихваћен.
Систем је заснован на Вејд-Џајлсу за поштанске сврхе, посебно за називе места у службеном поштанском атласу, писма и поштанске марке. Користи неке већ уобичајене европске називе за кинеска имена места која замењују Вејд-Џајлс, укључујући нека кинеска нарјечја и историјске изговоре.
Главне разлике са Вејд-Џајлсом укључују:
- Комплетан недостатак дијакритичких знакова.
- Chi, ch'i, и hsi (пин: ji, qi, и xi) су представљени са tsi, tsi, и si и ki, ki, и hi зависно о повјесном изговору, нпр.
- Вејд-Џајлсово u постаје w, осим ако је једини самогласник у слогу, нпр,
- , и  имена места су латинизовани из домаћих наречја, као хакка, кантонски, и мин (називи такође су узети из Џајлсове Кинески-енглески Речник).
- Популарне већ постојеће (од 19. века или раније) Европска имена за места у Кини се задржавају, као што су оне за уговорне луке.

Остале правописне карактеристике укључују:
- hs- постаје sh- или -s, нпр,  (од Chi-hsien)
- -ê (шва) и -ei оба постају -eh, нпр,  (од Ch'eng-te) и Pehkiao (од Pei-ch'iao). -ê такође понекад могу бити -e или -ei.
- задњи u понекад постаје -uh, нпр,  (од Wen-su)